# Abderrahmane Bentounès
Pour les articles homonymes, voir Bentounès.
 Abderrahmane Bentounès, né le 18 juin 1913 à Aïn Bessem en Algérie et décédé le 3 juillet 2010 dans le 14e arrondissement de Paris, est un homme politique français.

## Biographie
Il est élu secrétaire de l'Assemblée nationale en 1953.